# Estádio Al-Shamal
O Estádio Al-Shamal é um dos estádios propostos pelo Catar, para a Copa do Mundo de 2022. Situado em Doha, a capacidade do estádio planejada será superior a 45 mil espectadores.